# ムドゥグ州
ムドゥグ州（ムドゥグしゅう、Mudug）は、ソマリアの州の一つ。中部に位置し、エチオピア（オガデン）と国境を接する。州都はガルカイヨ。

## 概要
ソマリア内戦勃発以降ソマリア政府は統治しておらず、1998年にプントランドが、2006年にガルムドゥグが独立宣言をしてこの地域を実効支配している。また、プントランドはこの地に同名のムドゥグ州を設置している。
州都ガルカイヨはガルムドゥグの首都にもなっているが、現在は勢力上南北に分かれており、北部はプントランド領、南部が事実上のガルムドゥグ首都になっている。なお、ガルカイヨにあるガルカイヨ空港を巡って両国は対立しており、北ガルカイヨは活気があるが、南ガルカイヨは非常に貧しい状態が続いている。

## 隣接州
- ヌガール州
- ガルグドゥード州
- ソマリ州

## 下位行政区画

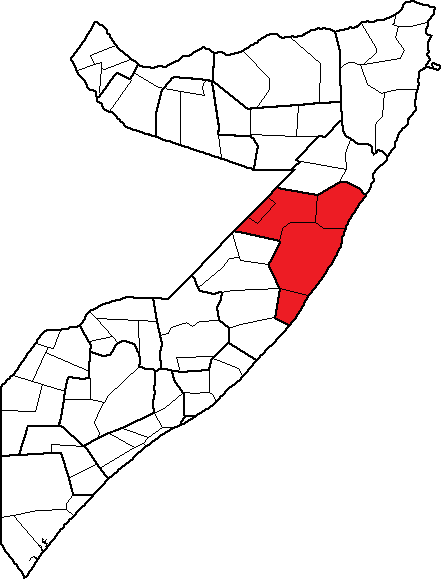

ムドゥグ州は5つの地区に分かれる。人口値は2005年推定。
| 地区名             | 英語名                 | 総人口  | 都市部人口 | 郊外   |
| ------------------ | ---------------------- | ------- | ---------- | ------ |
| ガルドゥゴード地区 | en:Galdogod District   | 40,433  | 7,067      | 33,366 |
| ガルカイヨ地区     | en:Galkayo District    | 137,667 | 54,800     | 82,867 |
| ハラードヒヤー地区 | en:Harardhere District | 65,543  | 13,386     | 52,157 |
| ホビョ地区         | en:Hobyo District      | 67,249  | 12,811     | 54,438 |
| ジャリーバーン地区 | en:Jariban District    | 39,207  | 6,341      | 32,866 |

### 主要都市
- en:Galdogob
- ガルカイヨ
- en:Harardhere
- ホビョ
- en:Jariban